# Reuben, Reuben
Pour les articles homonymes, voir Reuben.
Pour plus de détails, voir Fiche technique et Distribution.
Reuben, Reuben ou la Vie d'artiste (Reuben, Reuben) est un film américain réalisé par Robert Ellis Miller sorti en 1983.

## Fiche technique
- Titre original : Reuben, Reuben
- Titre : Reuben, Reuben, ou la Vie d'artiste
- Réalisation : Robert Ellis Miller
- Scénario : Julius J. Epstein d'après la pièce Spofford de Herman Shumlin, adaptée du roman de Peter De Vries
- Photographie : Peter Stein
- Montage : Skip Lusk
- Musique : Billy Goldenberg
- Production : Julius J. Epstein et Walter Shenson
- Pays d'origine : États-Unis
- Format : Couleurs - Mono
- Genre : Comédie
- Durée : 101 minutes
- Date de sortie : 1983

## Distribution
- Tom Conti : Gowan McGland
- Kelly McGillis : Geneva Spofford
- Roberts Blossom : Frank Spofford
- Cynthia Harris : Bobby Springer
- E. Katherine Kerr : Lucille Haxby
- Joel Fabiani : Doctor Haxby
- Kara Wilson : Edith McGland
- Lois Smith : Mare Spofford
- Ed Grady : Dr Ormsby
- Damon Douglas : Tad Springer

## Nominations
- 56e cérémonie des Oscars : 
  - Tom Conti nommé pour l'Oscar du meilleur acteur
  - Julius J. Epstein nommée pour l'Oscar du meilleur scénario adapté

- 41e cérémonie des Golden Globes :
  - Reben, Reuben nommé pour le Golden Globe du meilleur film dramatique
  - Tom Conti nommé pour le Golden Globe du meilleur acteur dans un film dramatique
  - Julius J. Epstein nommée pour le Golden Globe du meilleur scénario